# Hermandad de la Macarena (Jerez de los Caballeros)
La Real Hermandad y Cofradía de Nuestro Padre Jesús del Gran Amor y María Santísima de la Esperanza Macarena, conocida popularmente como la Hermandad de la Macarena, es una hermandad y cofradía que participa dentro de los actos religiosos de la Semana Santa de Jerez de los Caballeros (Badajoz).
Fue fundada en 1978 en la iglesia de San Bartolomé y realizó su primera estación de penitencia en la Semana Santa de 1979. El mismo año de su fundación el rey Juan Carlos I de España aceptó el nombramiento de hermano mayor perpetuo, obteniendo el título de real.
La imagen de la Virgen tiene advocación a María Santísima de la Esperanza Macarena de Sevilla. Su primera corona perteneció a la Virgen de la Hermandad de La Estrella de Sevilla, y sayas de la Hermandad de los Gitanos de la misma ciudad. El palio, procedente de La Algaba, está realizado por Seco Velasco. La actual saya está realizada con un traje de luces donado por Francisco Rivera Paquirri en 1978; otra de las donaciones que recibió la hermandad fue el velo de novia de la cantante Rocío Jurado.
El paso del Señor es la imagen del antiguo misterio de Nuestro Padre Jesús del Soberano Poder ante Caifás, de la Hermandad de San Gonzalo de Sevilla.